# Église Saint-Pierre de Gémozac
Pour les articles homonymes, voir Église Saint-Pierre.
L'église Saint-Pierre est une église catholique située à Gémozac, en France.

## Localisation
L'église est située dans le département français de la Charente-Maritime, sur la commune de Gémozac.

## Historique
L'église romane, de type purement saintongeais, qui possède un clocher surmonté d’une haute flèche octogonale de pierre, date de 1163, c’est autour de cet édifice religieux que s’est organisé progressivement le bourg.

## Description
Construite sur un plan de croix latine, elle possède un chevet plat.

## Protection
L'église Saint-Pierre est classée au titre des monuments historiques en 1910.

## Galerie de photos

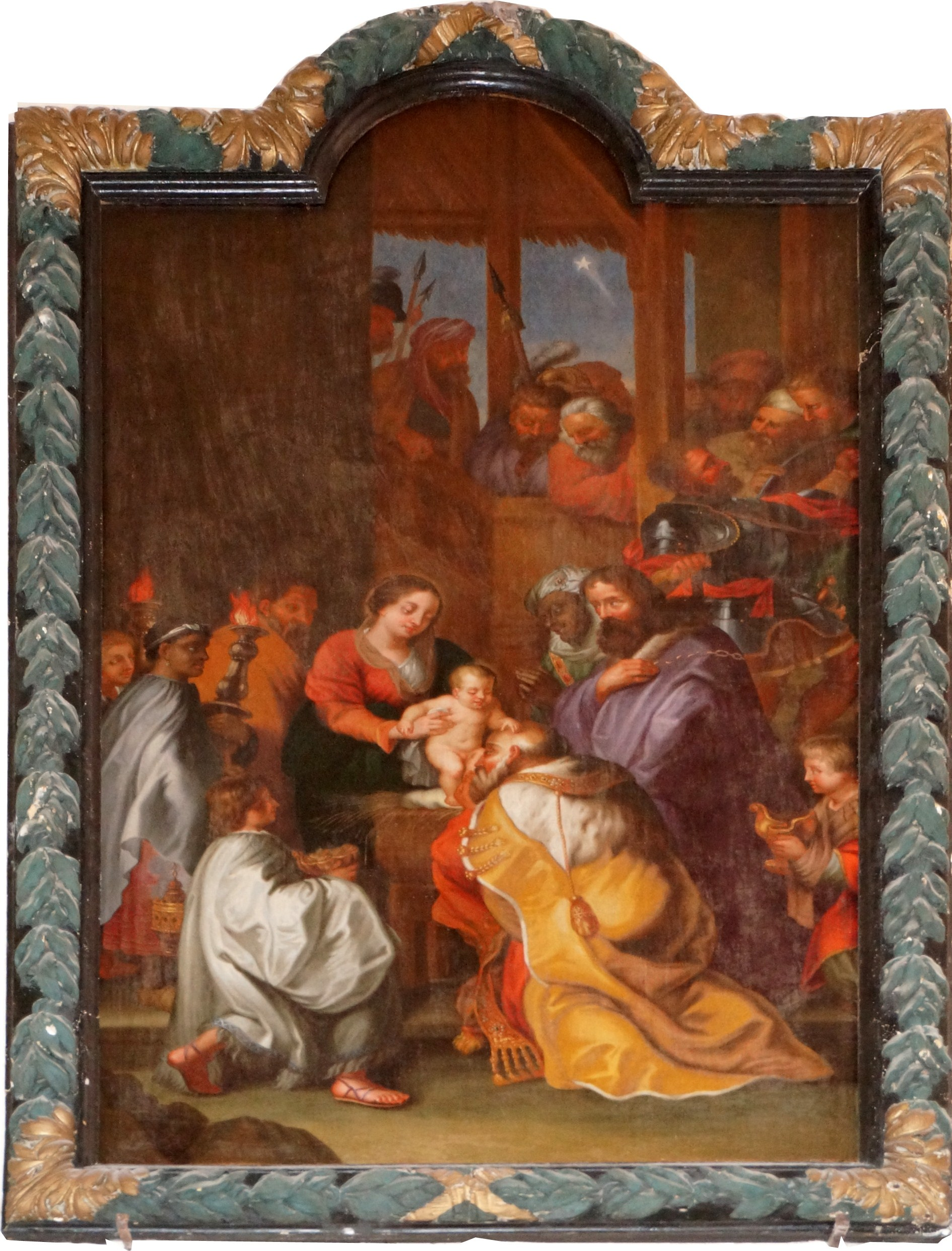
Adoration des mages peinture du XVIIIe siècle classée[2].
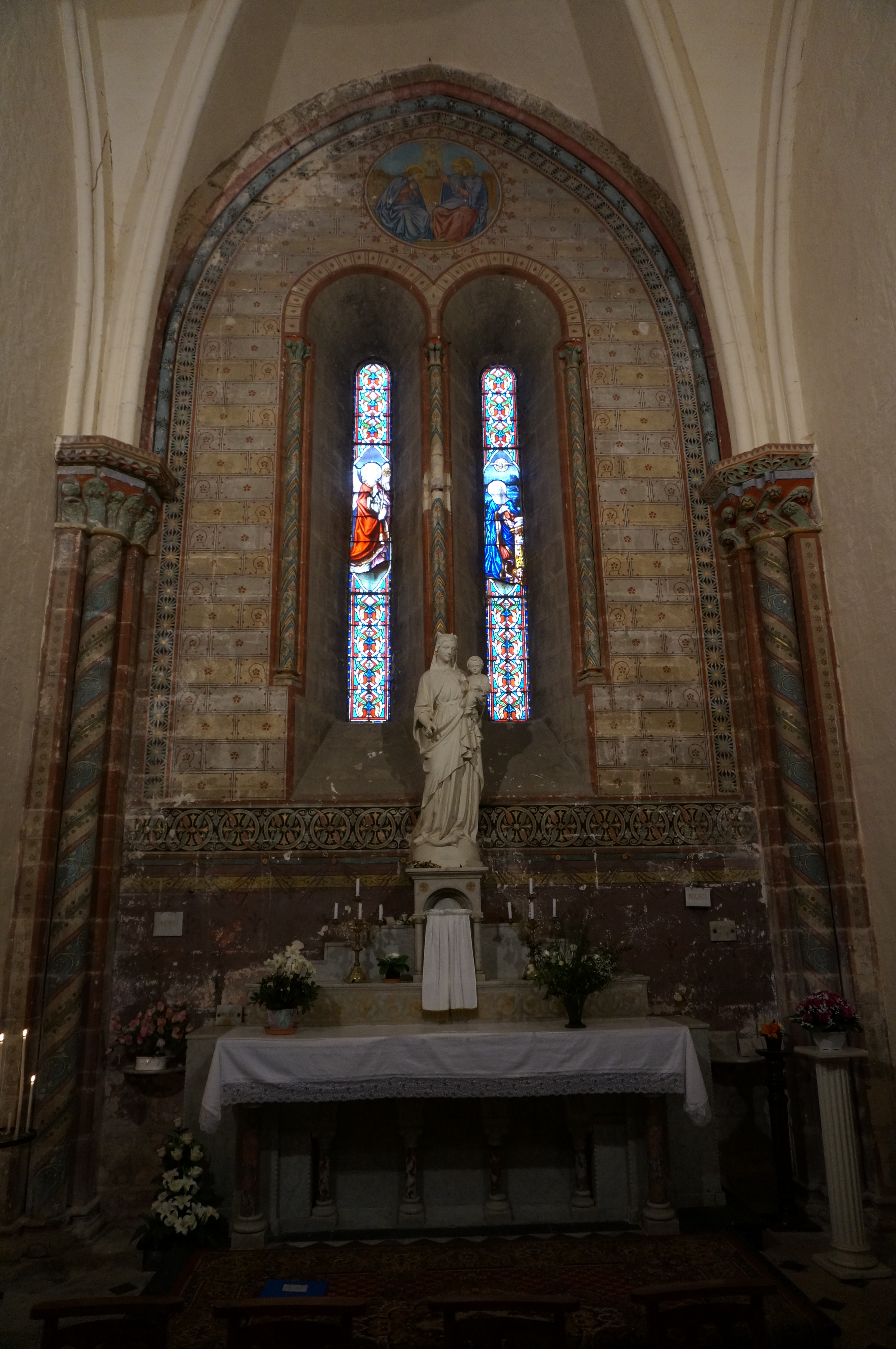
Chapelle décorée.
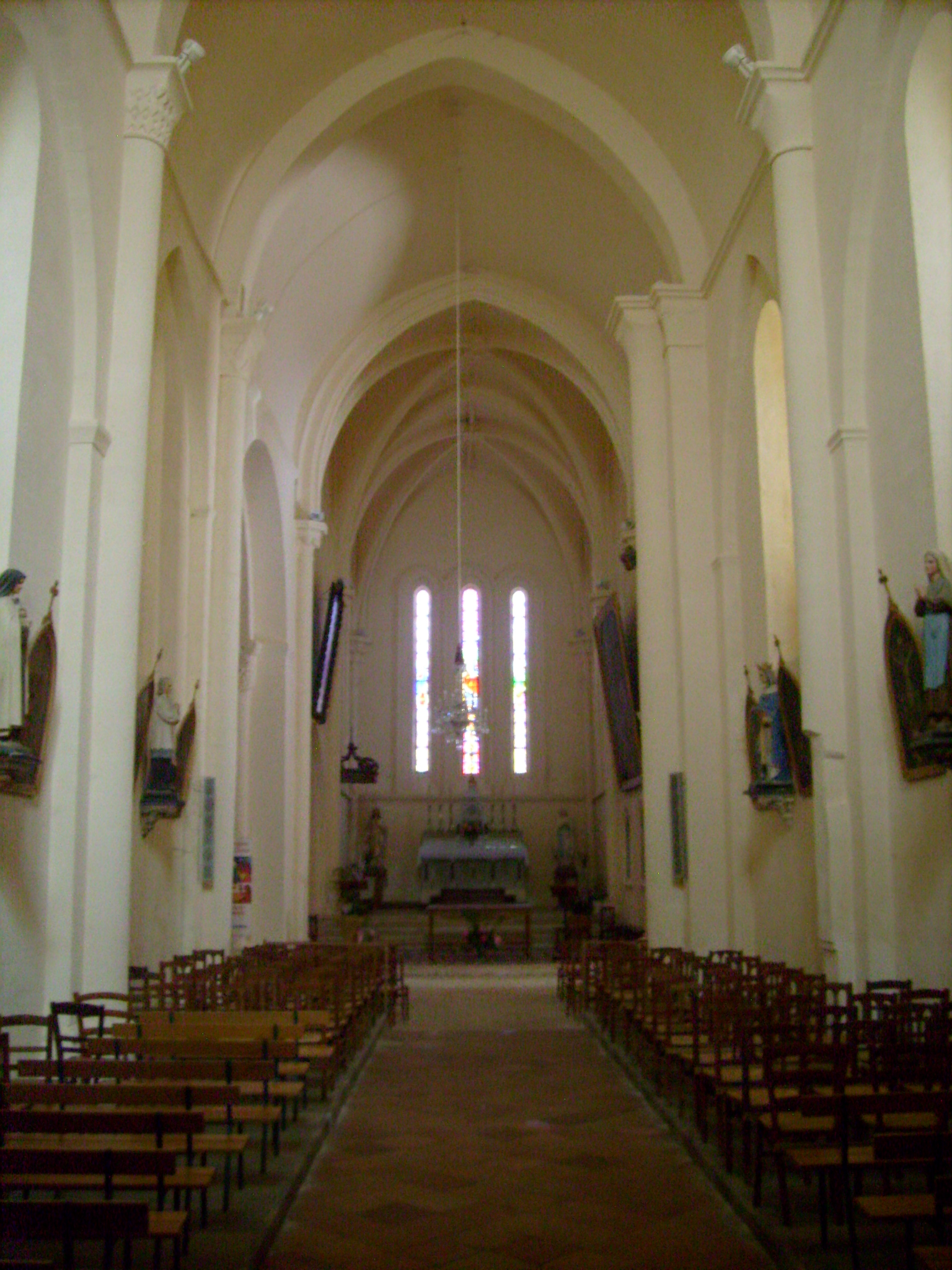
La nef.
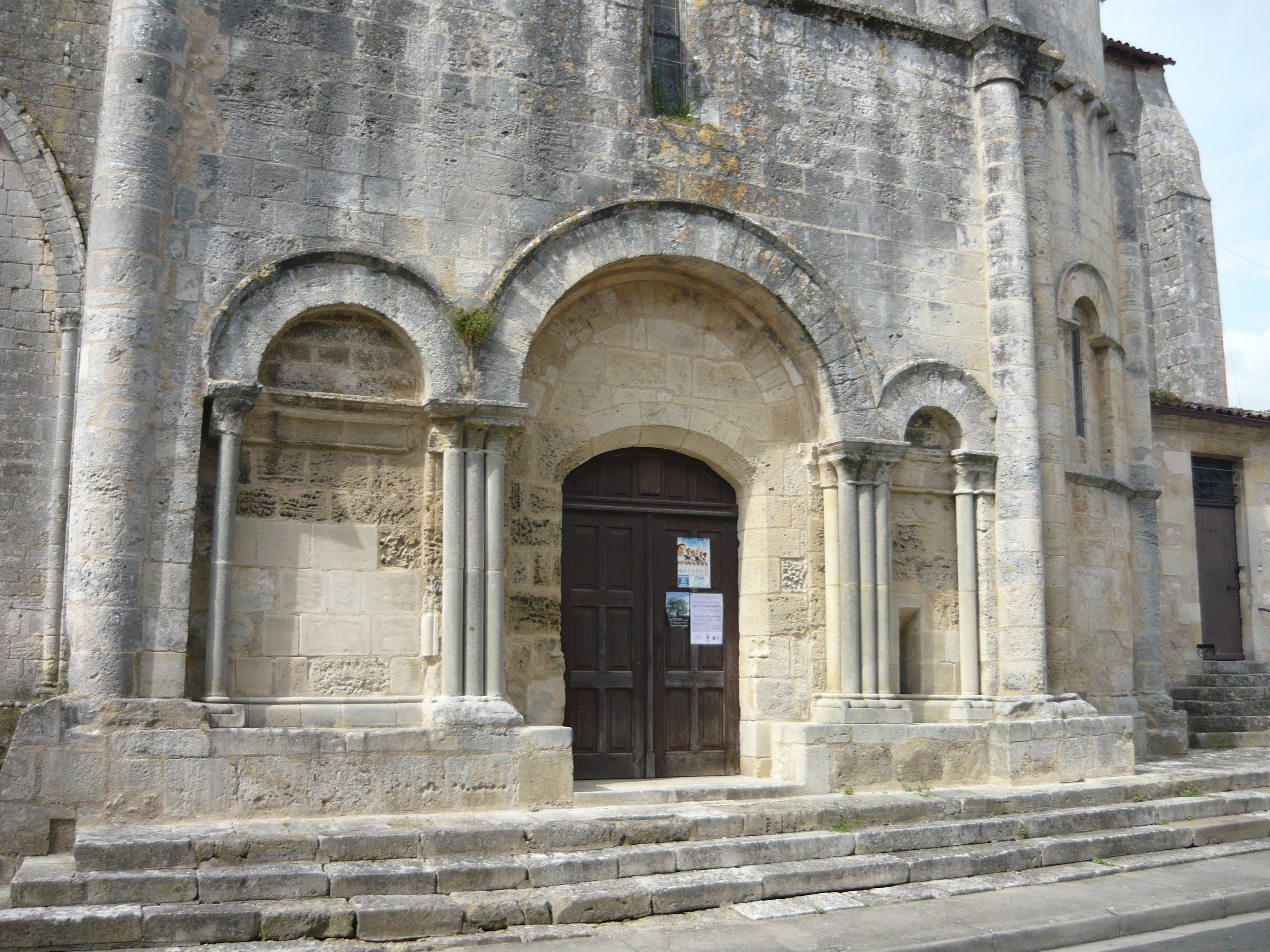
Le portail.
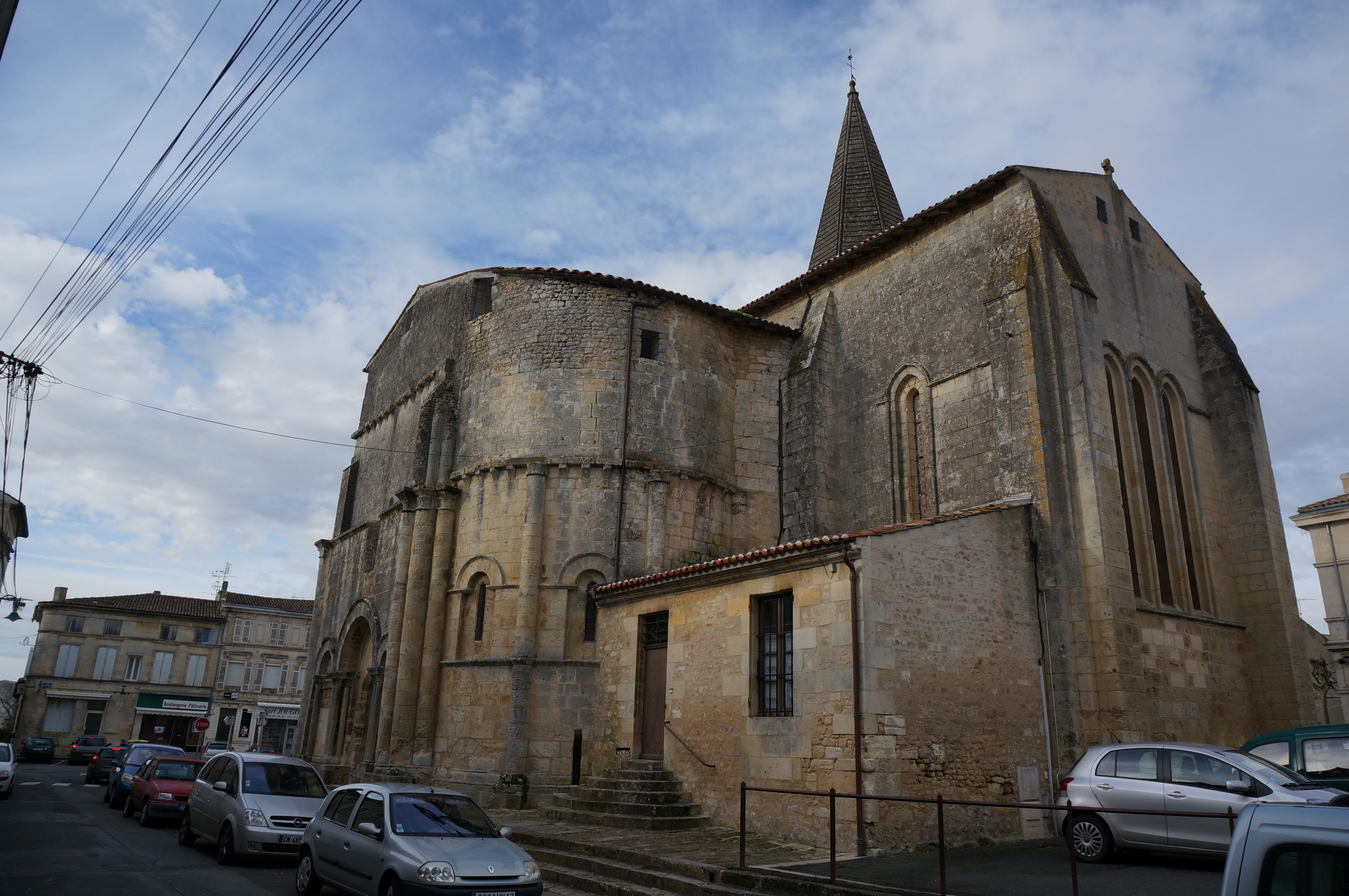
Entrée sud.
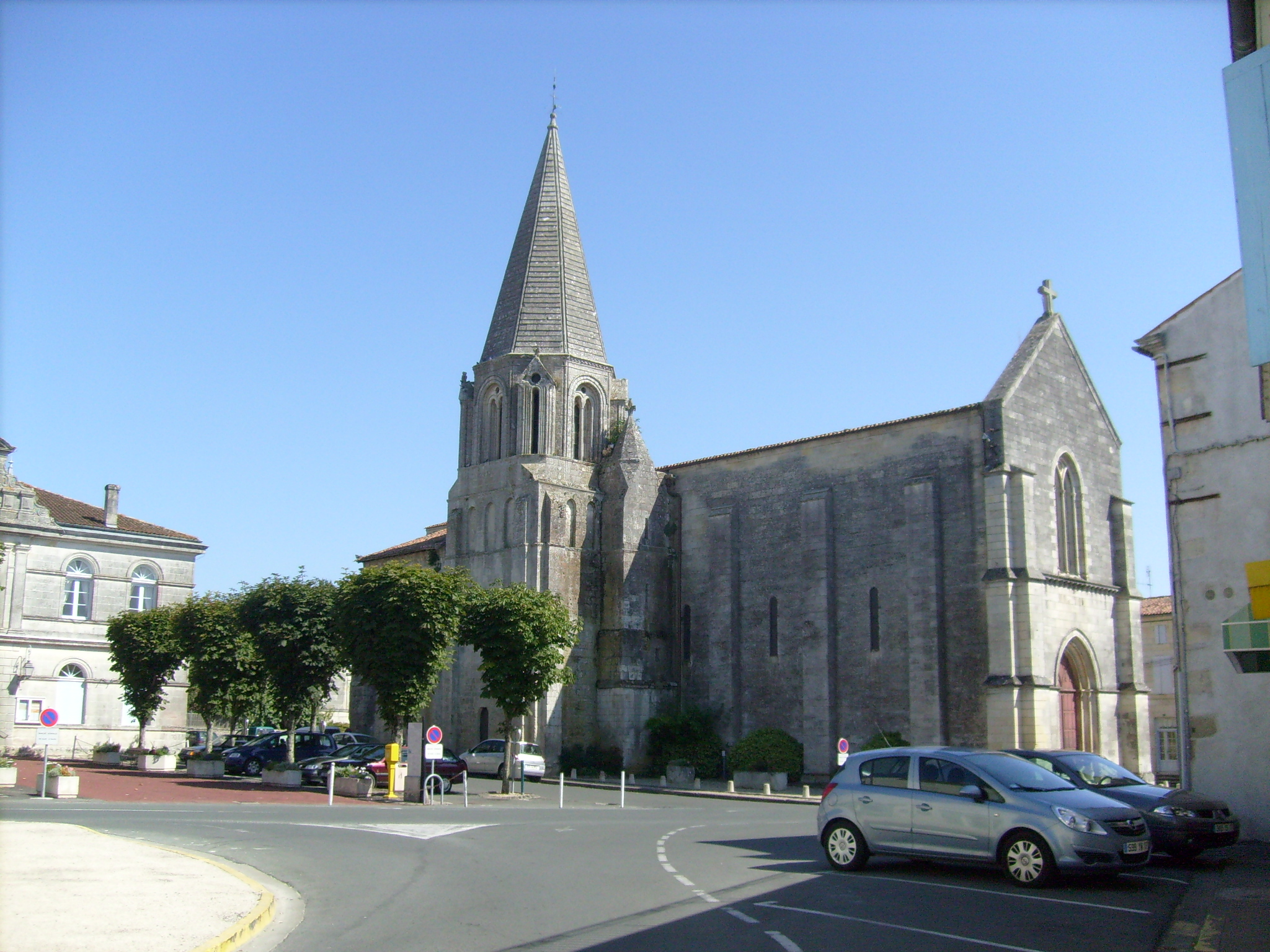
L'église et la place de la mairie.
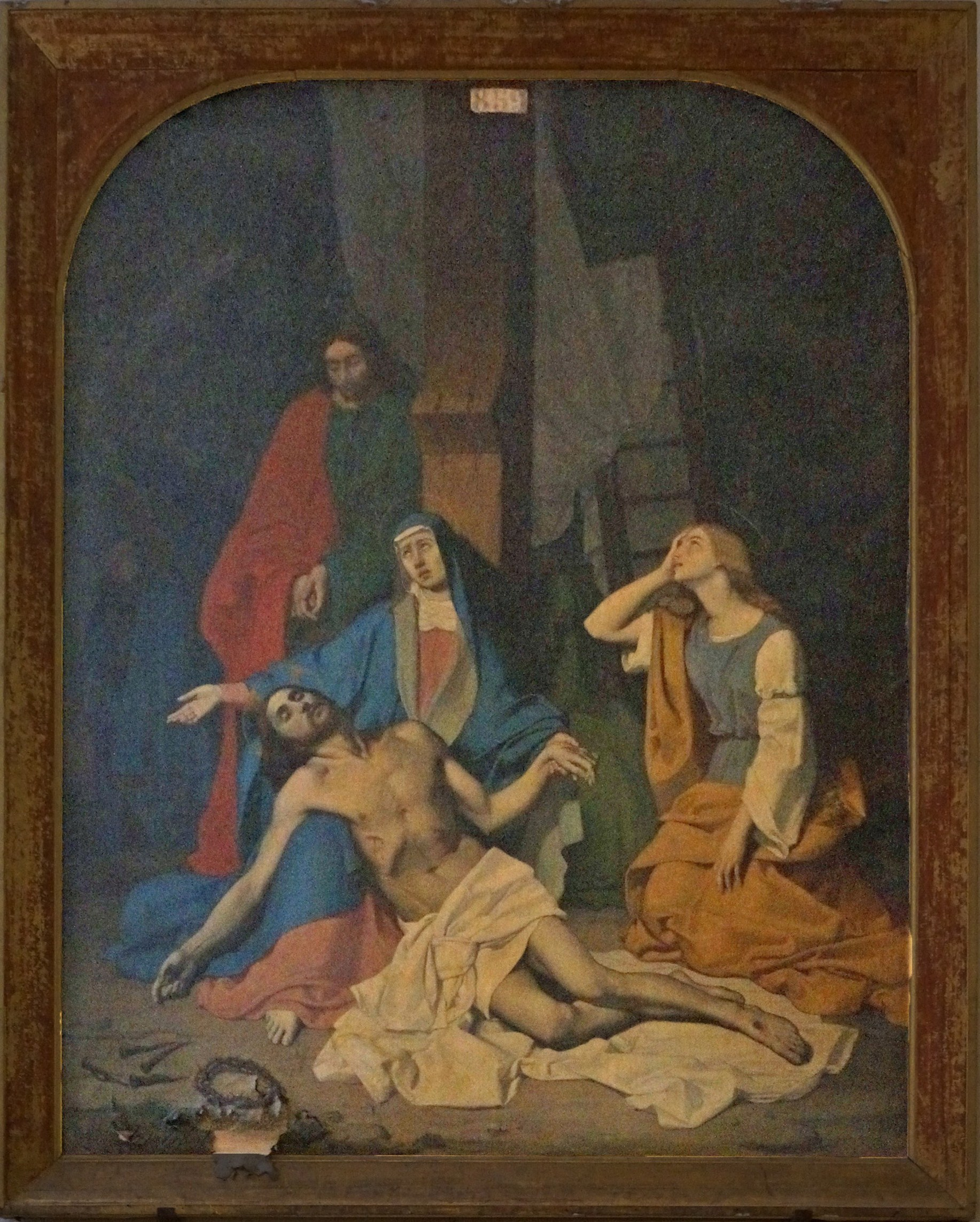
Déploration du Christ, peinture du XIXe siècle[3].